# Johann Friedrich Lampe (Komponist)

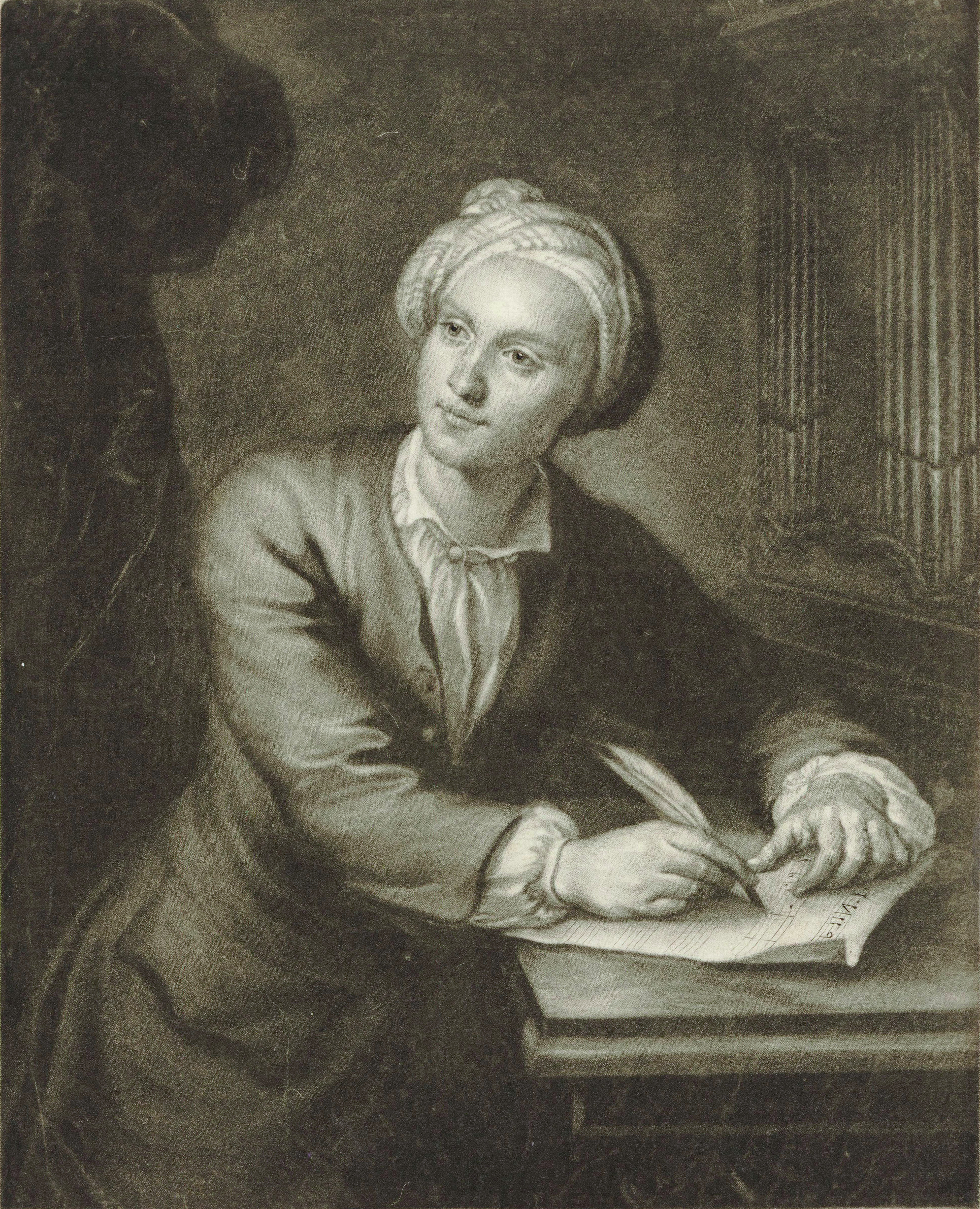
Johann Friedrich Lampe. Mezzotinto von James MacArdell (1727–1765) nach einem Gemälde von S. Andrea

Johann Friedrich Lampe (anglisiert John Frederick Lampe; * 1702 oder 1703 vermutlich in Braunschweig; † 25. Juli 1751 in Edinburgh) war ein deutsch-britischer Komponist und Fagottist.

## Leben
Über Lampes Jugend und Ausbildung ist wenig bekannt. Charles Burney bezeichnete ihn als „Sachsen“, was aber im 18. Jahrhundert nur eine ungenaue Bezeichnung war und ganz Mitteldeutschland beschreiben konnte. Offenbar hatte er Beziehungen zur Katharinen-Schule in Braunschweig, aber da alle Schulakten im Zweiten Weltkrieg vernichtet wurden, lässt sich die Art der Beziehung nicht mehr genauer nachvollziehen. 1718 immatrikulierte er sich an der Universität Helmstedt für ein Jura-Studium, das er 1720 mit einer Dissertation abschloss. Sowohl Braunschweig als auch Helmstedt lagen seinerzeit im Fürstentum Braunschweig-Wolfenbüttel, so dass dort seine Herkunft zu vermuten ist.
Im Jahr 1725 gelangte Lampe nach London, wo er Anstellung als Fagottist im King’s Theatre erhielt, an dem zu dieser Zeit die meisten (italienischen) Opern Georg Friedrich Händels aufgeführt wurden. Nachweisbar spielte er auch das für Händel von Thomas Stanesby Jr. gebaute Doppelfagott.
Ab 1730 schrieb Lampe für John Rich (1692–1761) die Musik zu den Pantomimen am Theater Covent Garden, 1732 seine erste (englischsprachige) Oper Amelia auf ein Libretto von Henry Carey. Mit ihm zusammen schrieb er auch 1737 sein bei weitem erfolgreichstes Werk, die Opernparodie The Dragon of Wantley, die mehr zeitgenössische Aufführungen erlebte als Gays Beggar’s Opera. Eine Fortsetzung, Margery, or A Worse Plague than the Dragon, hatte weniger Erfolg. Lampe schrieb beständig weiter komische und satirische Opern für Covent Garden, so 1745 eine Vertonung von Shakespeares Version von Pyramus und Thisbe. 1740 hatte seine musikalische Pantomime Colombine courtezan mit einem von Kitty Clive verfassten Text einen Erfolg in London am Theatre Royal, Drury Lane.

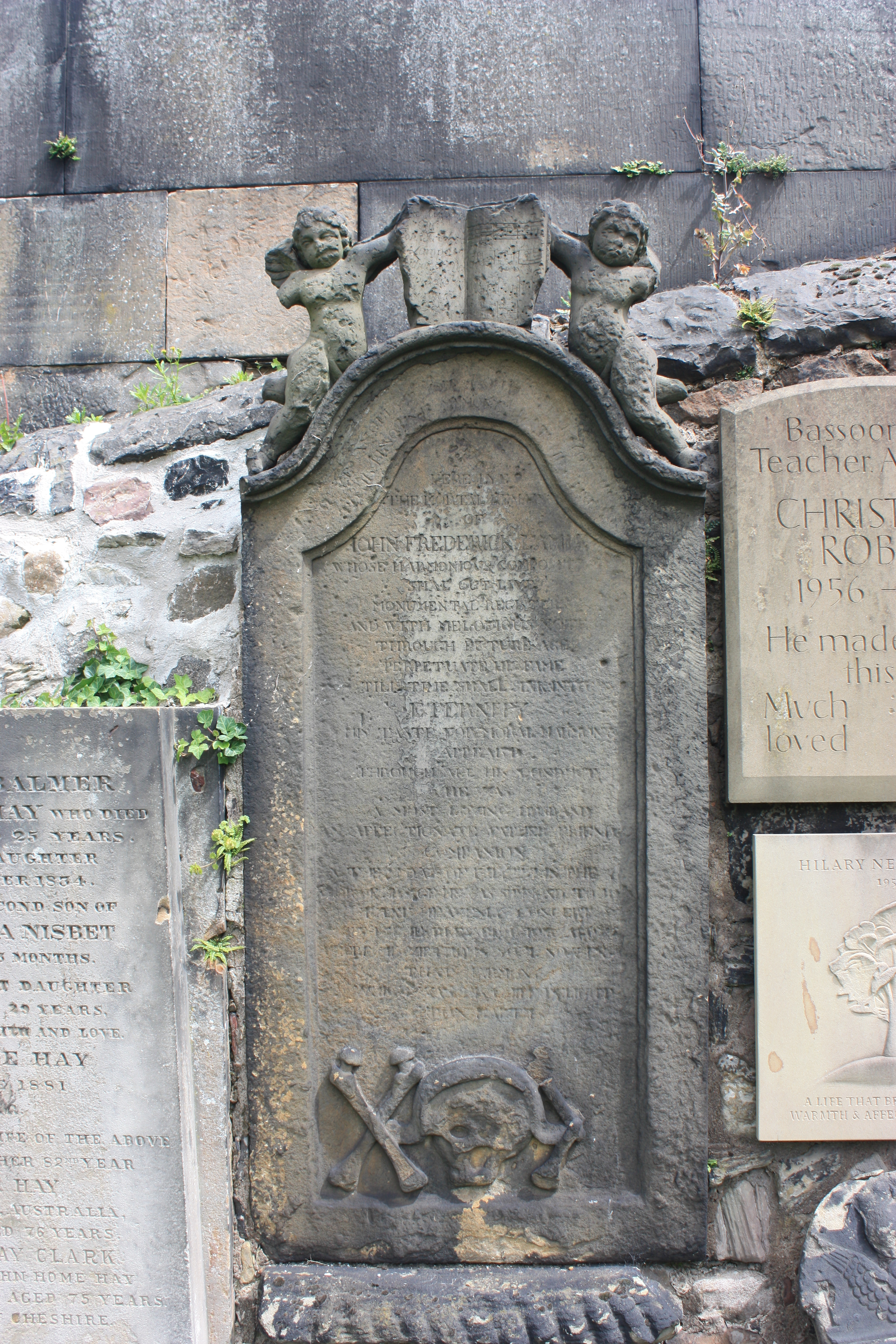
Grabstein von John Frederick Lampe, Canongate Kirkyard, Edinburgh

Vermutlich im Dezember 1738 heiratete Lampe die Sängerin Isabella Young (1715–1795). Diese war die Schwester von Cecilia Young, der Ehefrau von Thomas Arne, mit dem zusammen Lampe einige Konzertprogramme bestritt. 1740 wurde der gemeinsame Sohn Charles John Frederick Lampe geboren, der ebenfalls als Komponist sowie als Organist tätig war. Mit seiner Familie ging er auf mehrere Tourneen, auf denen Konzerte gegeben wurden, meist auch der Dragon of Wantley.
Spätestens ab 1745 war Lampe mit den Brüdern John und Charles Wesley freundschaftlich verbunden, unter deren Einfluss er sich der von ihnen begründeten methodistischen Erweckungsbewegung anschloss. Lampe vertonte auf Charles Wesleys Bitte hin 24 Kirchenliedtexte, die 1746 als Hymns on the great festivals veröffentlicht wurden, wodurch Lampe zum ersten Komponisten der methodistischen Bewegung wurde.
1748/49 befanden sich die Lampes in Dublin, 1750 wechselten sie von dort nach Edinburgh. Hier starb Lampe an einem Fieber und wurde auf dem Canongate Churchyard bestattet, wo heute noch sein – allerdings stark verwitterter und nur noch teilweise leserlicher – Grabstein zu besichtigen ist. Die Grabinschrift lautet:

“Here lye the mortal remains of John Frederick Lampe, whose harmonious compositions shall outlive monumental registers, and with melodious notes, through future ages, perpetuate his fame, til time shall sink into eternity. His taste for moral harmony appeared through all his conduct. He was a most loving husband, affectionate father, trusty companion. On the 25th of July, 1751, in the forty-eighth year of his age, he was summoned to join the heavenly concert with the blessed choir above, where his virtuous soul now enjoys that harmony which was his chief delight upon earth. In vita felicitate dignos mors reddit felices.”

Das Schaffen Lampes konzentriert sich auf die englischsprachigen Parodien des seinerzeit erfolgreichen italienischen Opernbetriebs, die die Gattungsnamen Burlesque Opera oder Mock Opera trugen. Außerdem lieferte er die Musik zu mehreren Pantomimen sowie einige Schauspielmusiken. Neben den knapp 30 belegten Musiken für die Bühne schrieb er ein Traversflötenkonzert The Cuckoo, diverse religiöse Hymnen (unter anderem auf Texte seines Freundes Charles Wesley) und eine Vielzahl von einzelnen Liedern.

## Neufassung
- Der Drache vom Dönberg (The Dragon of Wantley), Deutsche Neufassung von Johannes Blum, Premiere am 4. Februar 2011 Wuppertaler Bühnen im Kleinen Schauspielhaus, Regie: Iwona Jera.